# Rybnice (Háje nad Jizerou)
Rybnice je osada, část obce Háje nad Jizerou v okrese Semily. Nachází se asi dva kilometry západně od Hájů nad Jizerou. Prochází zde silnice II/292.
Rybnice je také název katastrálního území o rozloze 5,231556 km². V katastrálním území Rybnice leží i Loukov.

## Historie
První písemná zmínka o vesnici pochází z roku 1438.

## Společnost
V osadě je i sbor dobrovolných hasičů, založený v roce 1892 (v rámci obce jsou další dva sbory dobrovolných hasičů v Dolní Sytové a v Loukově).